# Xyletobius chenopodii
Xyletobius chenopodii är en skalbaggsart som beskrevs av Ford 1954. Xyletobius chenopodii ingår i släktet Xyletobius och familjen trägnagare. Inga underarter finns listade i Catalogue of Life.